# John Manners (7e duc de Rutland)
Pour les articles homonymes, voir John Manners.
John James Robert Manners, 7e duc de Rutland, (13 décembre 1818 - 4 août 1906), connu sous le nom de Lord John Manners avant 1888, est un homme d'État anglais.

## Jeunesse et poésie
Il est né au château de Belvoir, le fils cadet de John Manners (5e duc de Rutland) et de Lady Elizabeth Howard, fille de Frederick Howard, 5e comte de Carlisle. Charles Manners (6e duc de Rutland) est son frère aîné et Lord George Manners son frère cadet. Il fait ses études au Collège d'Eton, puis entre au Trinity College de Cambridge en 1836. À Cambridge, il est membre du University Pitt Club . Il est diplômé de MA en 1839, et obtient ensuite les diplômes honorifiques de LLD par la même université en 1862, et DCL par Oxford en 1876 .
Il écrit deux livres de poésie: England's Trust and Other Poems, publié en 1841, et English Ballads and Other Poems, publié en 1850. Le livre de 1841 contient sa célèbre citation: "Que la richesse et le commerce, les lois et l'apprentissage meurent, mais laissez-nous encore notre ancienne noblesse!"  Le livre de 1850 contient son poème «A Legend of Haddon Hall» .

## Carrière politique
En 1841, il est élu député pour Newark comme conservateur, avec William Ewart Gladstone, et siège pour cet arrondissement jusqu'en 1847. Par la suite, il siège pour Colchester, de 1850 à 1857; pour le North Leicestershire, de 1857 à 1885; et pour Melton de 1885 à 1888, quand il prend son siège à la Chambre des lords après être devenu duc .

### Jeune Angleterre
Au début des années 1840, il est une figure de proue du mouvement Young England, dirigé par Benjamin Disraeli. Ce parti cherche à réduire la prédominance de la classe moyenne bourgeoise et à recréer le prestige politique de l'aristocratie en prouvant sa capacité à améliorer la condition sociale, intellectuelle et matérielle de la paysannerie et des classes laborieuses. En même temps, ses membres recherchent une régénération de l'Église et à sauver l'union avec l'Irlande des troubles hérités de la prédominance whig du XVIIIe siècle. Manners fait une longue tournée d'inspection dans les parties industrielles du nord de l'Angleterre, au cours de laquelle lui et son ami George Smythe (7e vicomte Strangford), prononcent des discours bien accueillis. En 1843, il appuie la requête de Lord Grey pour une enquête sur la situation de l'Angleterre, la grave désaffection des classes ouvrières du Nord étant un sujet sur lequel il attire constamment l'attention du Parlement. Parmi les autres mesures qu'il soutient figurent le démantèlement de l'Église irlandaise, la modification des statuts de Mortmain et la reprise de relations diplomatiques régulières avec le Vatican. La même année, il publie un plaidoyer fort pour les fêtes nationales ,.
En 1844, il appuie vigoureusement le Factories Act («Ten-hours Bill»), qui, en dépit de la forte opposition des députés de Manchester, est finalement adopté en mai 1847. En octobre 1844, il prend part à la soirée tenue au Manchester Athenaeum sous la présidence de Disraeli. Quelques jours plus tard, lui et ses amis assistent à un festival à Bingley, dans le Yorkshire, pour célébrer l'attribution de terres pour les jardins aux travailleurs, une étape que, grâce à son père, il avait beaucoup fait pour aller plus loin ,.
Cependant, les divergences d'opinion à partir de 1845 finirent par perturber le mouvement .

### Cabinet
Pendant les trois courtes administrations de Lord Derby (1852, 1858-1859 et 1866-1868), il siège au cabinet en tant que premier commissaire des travaux. En 1852, il est admis au Conseil privé. Au retour des conservateurs au pouvoir en 1874, il devient directeur général des postes sous Disraeli et est nommé GCB à sa retraite en 1880. Il est à nouveau maître des postes dans l'administration de Lord Salisbury, 1885–1886, et chef du département lorsque des télégrammes à six sous sont introduits. Enfin, dans le gouvernement conservateur de 1886-1892, il est Chancelier du duché de Lancastre . Il est fait chevalier de la jarretière en 1891 et en 1896, il est nommé baron Roos de Belvoir, dans le comté de Leicester.
Il est patron de la Ligue Saint-Martin pour les facteurs.

## Mécène sportif
Il a un intérêt bienveillant pour le mouvement des Jeux olympiques de William Penny Brookes, qui s'est manifesté pour la première fois lorsqu'il rejoint une fête avec son cousin germain Lord Forester qui a vu les premiers Jeux olympiques de Wenlock à Much Wenlock en 1850. Il a ensuite fait don d'un prix en espèces de 1 £ (d'une valeur de 58 £ en 2005)  au comité, qui l'a remis au vainqueur d'une course à pied . Il est membre du conseil des quatrièmes Jeux olympiques nationaux qui se sont tenus, toujours à Much Wenlock, en 1874. En 1883, il est président des Jeux olympiques de Wenlock cette année-là .

## Famille
Rutland épouse Catherine Louisa Georgina, fille de George Marley, en 1851. Ils ont un enfant: 
- Henry Manners (8e duc de Rutland) (1852–1925)

Catherine est décédée en avril 1854.
Rutland se remarie avec Janetta, fille de Thomas Hughan, en 1862. Ils ont sept enfants, dont: 
- Edward William John Manners (1864-1903)
- Cecil Reginald John Manners (1868-1945)
- Robert William Orlando Manners (1870-1917), officier du Corps royal des fusiliers du Roi, tué alors qu'il commandait le 10e Bn. Fusiliers de Northumberland pendant la Première Guerre mondiale. Il a reçu l'Ordre de Saint-Michel et Saint-Georges et l'Ordre du Service distingué. Il est enterré au cimetière The Huts, à six kilomètres au sud-ouest d'Ypres.
- Victoria Alexandrina Elizabeth Dorothy Manners (1876-1933)
- Elizabeth Emily Manners (1878-1924) - George William Montagu Douglas Scott

Sa famille possède également une propriété écossaise: la tour St Mary à Dunkeld.
Il accède au duché de Rutland en mars 1888, à la mort de son frère aîné. La duchesse de Rutland est décédée en juillet 1899. Rutland lui survit pendant sept ans et est décédé le 4 août 1906, à l'âge de 87 ans, au château de Belvoir.